# ジョージア緑の党 (ジョージア)
ジョージア緑の党（グルジア語: საქართველოს მწვანეთა პარტია、Sak'art'velos mtsvanet'a partia）はジョージア（グルジア）の政党である。ギオルギ・ガチェチラゼが率いた。
1992年の総選挙では全235議席のうち11議席を獲得し、成功を収めた。1995年には連立政権を形成した。だが1999年の総選挙に単独で臨んだ際、わずか0.55パーセントの票しか得られなかった。2003年の総選挙ではエドゥアルド・シェワルナゼの政党連合に加わったものの、バラ革命により選挙結果は無効となった。